# Max Karl Böttcher
Max Karl Böttcher (* 30. Januar 1881 in Chemnitz; † 1963; auch nur Karl Böttcher) war ein deutscher Schriftsteller. Böttcher schrieb auch unter dem Pseudonym „Karl Hilbersdorf“.

## Leben
Der aus Sachsen stammende Böttcher publizierte vor allem Kriegsromane, Novellen und Militärhumoresken. So schrieb er 1911  seine Militärhumoresken, 1914 Der Schnürschuhmarsch und 1916 die Kriegserzählungen Am Feind.
Nach der Machtergreifung der Nationalsozialisten unterschrieb Böttcher im Oktober 1933 zusammen mit weiteren 87 Schriftstellern das Gelöbnis treuester Gefolgschaft für Adolf Hitler. 1937 publizierte er den Militärschwank Die Kammermaus. Nach dem Ende des Zweiten Weltkriegs lebte er in Chemnitz. 
In der Deutschen Demokratischen Republik wurde Böttchers Werk Die Kammermaus 1953 auf die Liste der auszusondernden Literatur gesetzt.